# Курово (Калужская область)
Курово — деревня в Перемышльском районе Калужской области, в составе муниципального образования Сельское поселение «Деревня Песочня».

## География
Расположена в одном километре к югу от федеральной автодороги Р-132 «Золотое кольцо» и в 32 километрах от областного центра — города Калуги на левом берегу реки Куровки.

## Население
| 2002 | 2010 |
| ---- | ---- |
| 26   | ↘10  |

## История
Известно с петровских времён как поселение Алексинского уезда. В атласе Калужского наместничества, изданного в 1782 году, — Курова обозначена на карте как деревня Калужского уезда, при 63 дворах, в которой проживало по ревизии 345 душ.

Деревня Курова Николая Иванова сына Хитрова, Андрея Борисова сына Кологривова, в бесспорном владении. По обе стороны верховья речки Калужки, на большой дороге из Калуги в Тулу, крестьяне на оброке— Описания и алфавиты к Калужскому атласу
В 1858 году деревня (вл.) Курова 3-го стана Калужского уезда, при кололдцах, 28 дворах и 275 жителях — по Старо-Тульскому тракту от Калуги .
К 1914 году Курово — деревня Лосенской волости Калужского уезда Калужской губернии. В 1913 году население 445 человек.
В годы Великой Отечественной войны деревня была оккупирована войсками Нацистской Германии с начала октября по 22 декабря 1941 года. Освобождена в ходе Калужской наступательной операции частями 258-й стрелковой дивизии 50-й армии генерал-лейтенанта И. В. Болдина.
В 1942 году местные жители захоронили в деревне Зябки останки красноармейцев, погибших в боях в Курово и на шоссе Тула — Калуга в декабре 1941 года. В 1975 году было произведено перезахоронение останков из могилы в Зябках на центральную усадьбу совхоза «Куровской» в Песочне, перезахоронение продолжалось и в 2003—2004 годах. Всего в могиле покоится прах 101 советского воина.